# Трубконіс
Трубконіс (Murina) — рід ссавців родини лиликових. Тварини мешкають у східній, південній та південно-східній Азії, а також в Австралії.

## Морфологія
Голова й тіло довжиною 33—60 мм, хвіст довжиною 30—42 мм, передпліччя довжиною 28—45 мм, вага до 10 грамів. Хутро зазвичай товсте й волохате. Забарвлення часто коричнювате чи сірувате, але деякі види червонуваті, а Murina aurata золотиста зверху. Голова кругла, морда вузька, витягнута. Вуха округлі, добре розділені один від одного. Крила широкі. Хвіст довгий. Ступні є дуже малі й покриті волоссям, в той час як великий палець дуже довгий, з великим кігтем. Зубна формула: I 2/3, C 1/1, P 2/2, M 3/3.

## Проживання
Рід поширений в Азії, від Південного Сибіру до пн.-сх. Австралії. Цих тварин часто можна знайти у горбистій місцевості.

## Спосіб життя
Про звички більшості видів цього роду відомо небагато. Трубконоси літають низько над поверхнею трав у пошуках поживи. Члени роду спочивають у мертвому сухому листі чи в печерах. Кілька особин спочивають разом. Ведуть нічний спосіб життя, ймовірно, харчуючись переважно комахами.

## Види
1. Murina aenea
2. Murina annamitica
3. Murina aurata
4. Murina balaensis
5. Murina beelzebub
6. Murina beibengensis
7. Murina bicolor
8. Murina chayuensis
9. Murina chrysochaetes
10. Murina cyclotis
11. Murina eleryi
12. Murina fanjingshanensis
13. ‎Murina feae
14. Murina fionae
15. ‎Murina florium
16. Murina fusca
17. Murina gracilis‎
18. Murina guilleni
19. Murina harpioloides
20. Murina harrisoni
21. Murina hilgendorfi
22. Murina hkakaboraziensis
23. Murina huttoni
24. Murina jaintiana
25. Murina jinchui
26. Murina kontumensis
27. Murina leucogaster
28. Murina liboensis
29. Murina loreliae
30. Murina medogensis
31. Murina milinensis
32. Murina peninsularis
33. Murina pluvialis
34. Murina puta
35. Murina recondita
36. Murina rongjiangensis
37. Murina rozendaali
38. Murina rubella
39. Murina ryukyuana
40. Murina shuipuensis
41. Murina suilla
42. Murina tenebrosa
43. Murina tubinaris
44. Murina ussuriensis
45. Murina yadongensis
46. Murina yuanyang
47. Murina walstoni